# Haggs
Haggs är en ort i Storbritannien.   Den ligger i kommunen Falkirk och riksdelen Skottland, i den centrala delen av landet, 600 km nordväst om huvudstaden London. Haggs ligger 55 meter över havet och antalet invånare är 660.
Terrängen runt Haggs är platt söderut, men norrut är den kuperad. Runt Haggs är det ganska tätbefolkat, med 80 invånare per kvadratkilometer. Närmaste större samhälle är Cumbernauld, 5,8 km sydväst om Haggs. I omgivningarna runt Haggs växer i huvudsak blandskog.